# Mataparent d'esponja roja
Els mataparents d'esponja roja són mataparents grossos, massissos, amb esponja de color vermell a taronja, més groga cap al marge. Tradicionalment aquest grup de mataparents s’ha anomenat matagent.

## Espècies
Les espècies de mataparents d'esponja roja més corrents, ordenades per gèneres, són:
Suillellus
- Suillellus luridus, mataparent lívid
- Suillellus comptus, mataparent lívid radicant
- Suillellus mendax, mataparent enganyós
- Suillellus permagnificus, mataparent esplèndid
- Suillellus queletii, mataparent de cama bleda-rave o mataparent de Quélet

Neoboletus
- Neoboletus erythropus (= N. luridiformis)( = Boletus erythropus), mataparent de cama roja

- Neoboletus xanthopus, mataparent groc de cama roja

Imperator
- Imperator luteocupreus, mataparent groc coure
- Imperator rhodopurpureus, mataparent purpuri

Rubroboletus
- Rubroboletus dupainii, mataparent de Dupain
- Rubroboletus legaliae, mataparent de Le Gal
- Rubroboletus lupinus, mataparent de llop
- Rubroboletus pulchrotinctus, mataparent belltintat
- Rubroboletus rhodoxanthus, mataparent vermell i groc
- Rubroboletus rubrosanguineus, mataparent roig sang
- Rubroboletus satanas, mataparent de Satanàs